# Manor MRT05
Der Manor MRT05 ist der sechste und letzte Formel-1-Rennwagen von Manor Racing. Das Fahrzeug wurde in der Formel-1-Weltmeisterschaft 2016 eingesetzt. Präsentiert wurde es am 22. Februar 2016 auf dem Circuit de Barcelona-Catalunya.

## Technik und Entwicklung
Der MRT05 ist das Nachfolgemodell des 2014 und 2015 eingesetzten Marussia MR03. Das Fahrzeug wurde komplett neu entwickelt und unterscheidet sich daher äußerlich wie auch technisch deutlich vom Vorgängermodell.
Nachdem das Team zwei Jahre lang mit Ferrari-Motoren in der 2014er Spezifikation antrat, wurde Mercedes als neuer Motorenlieferant vorgestellt. Angetrieben wird der MRT05 vom Mercedes-Benz PU106C Hybrid, einem 1,6-Liter-V6-Motor mit einem Turbolader. Das Getriebe und die Hinterradaufhängung stammen von Williams. Außer dem Motor erhält Manor auch das Benzin sowie die Schmierstoffe, beides von Petronas entwickelt, vom Motorenlieferanten Mercedes.

## Lackierung und Sponsoring
Der Wagen ist in Orange, Weiß und Blau lackiert. Bei den Testfahrten vor Saisonbeginn war das indonesische Staatsunternehmen Pertamina einziger Sponsor, sein Logo war auf dem Heckflügel des Autos angebracht. Während der Saison kamen die Sponsoren Shazam, Airbnb und Rescale sowie Rebellion hinzu, deren Aufkleber auf den Seitenflächen des Heckflügels und auf den Spiegeln befestigt sind. Nachdem Rio Haryanto als Stammpilot ersetzt wurde, verschwanden die Pertamina-Logos vom Fahrzeug.

## Fahrer
Manor begann die Saison 2016 mit dem Fahrerduo Haryanto und Pascal Wehrlein, die beide ihr Formel-1-Debüt gaben. Ab dem Großen Preis von Belgien wurde Haryanto durch Esteban Ocon ersetzt, der ebenfalls sein Formel-1-Debüt gab.

## Ergebnisse
| Fahrer                          | Nr.                             | 1   | 2  | 3  | 4   | 5  | 6  | 7  | 8   | 9  | 10  | 11 | 12 | 13  | 14  | 15 | 16 | 17 | 18 | 19  | 20 | 21 | Punkte | Rang |
| ------------------------------- | ------------------------------- | --- | -- | -- | --- | -- | -- | -- | --- | -- | --- | -- | -- | --- | --- | -- | -- | -- | -- | --- | -- | -- | ------ | ---- |
| Formel-1-Weltmeisterschaft 2016 | Formel-1-Weltmeisterschaft 2016 |     |    |    |     |    |    |    |     |    |     |    |    |     |     |    |    |    |    |     |    |    | 1      | 11.  |
| P. Wehrlein                     | 94                              | 16  | 13 | 18 | 18  | 16 | 14 | 17 | DNF | 10 | DNF | 19 | 17 | DNF | DNF | 16 | 15 | 22 | 17 | DNF | 15 | 14 | 1      | 11.  |
| R. Haryanto                     | 88                              | DNF | 17 | 21 | DNF | 17 | 15 | 19 | 18  | 16 | DNF | 21 | 20 |     |     |    |    |    |    |     |    |    | 1      | 11.  |
| E. Ocon                         | 31                              |     |    |    |     |    |    |    |     |    |     |    |    | 16  | 18  | 18 | 16 | 21 | 18 | 21  | 12 | 13 | 1      | 11.  |

| Legende  | Legende            | Legende                                                          |
| Farbe    | Abkürzung          | Bedeutung                                                        |
| -------- | ------------------ | ---------------------------------------------------------------- |
| Gold     | –                  | Sieg                                                             |
| Silber   | –                  | 2. Platz                                                         |
| Bronze   | –                  | 3. Platz                                                         |
| Grün     | –                  | Platzierung in den Punkten                                       |
| Blau     | –                  | Klassifiziert außerhalb der Punkteränge                          |
| Violett  | DNF                | Rennen nicht beendet (did not finish)                            |
| Violett  | NC                 | nicht klassifiziert (not classified)                             |
| Rot      | DNQ                | nicht qualifiziert (did not qualify)                             |
| Rot      | DNPQ               | in Vorqualifikation gescheitert (did not pre-qualify)            |
| Schwarz  | DSQ                | disqualifiziert (disqualified)                                   |
| Weiß     | DNS                | nicht am Start (did not start)                                   |
| Weiß     | WD                 | zurückgezogen (withdrawn)                                        |
| Hellblau | PO                 | nur am Training teilgenommen (practiced only)                    |
| Hellblau | TD                 | Freitags-Testfahrer (test driver)                                |
| ohne     | DNP                | nicht am Training teilgenommen (did not practice)                |
| ohne     | INJ                | verletzt oder krank (injured)                                    |
| ohne     | EX                 | ausgeschlossen (excluded)                                        |
| ohne     | DNA                | nicht erschienen (did not arrive)                                |
| ohne     | C                  | Rennen abgesagt (cancelled)                                      |
| ohne     | keine WM-Teilnahme |                                                                  |
| sonstige | P/fett             | Pole-Position                                                    |
| sonstige | 1/2/3/4/5/6/7/8    | Punktplatzierung im Sprint-/Qualifikationsrennen                 |
| sonstige | SR/kursiv          | Schnellste Rennrunde                                             |
| sonstige | *                  | nicht im Ziel, aufgrund der zurückgelegten Distanz aber gewertet |
| sonstige | ()                 | Streichresultate                                                 |
| sonstige | unterstrichen      | Führender in der Gesamtwertung                                   |